# Helena Mallotová
Helena Mallotová (ur. 26 października 1944 w Pradze) – czeska polityk i tłumaczka, deputowana do Izby Poselskiej, posłanka do Parlamentu Europejskiego V kadencji (2004).

## Życiorys
Absolwentka wydziału filozoficznego Uniwersytetu Karola w Pradze. Pracowała jako nauczycielka, tłumaczka oraz wydawca w rozgłośni radiowej Československý rozhlas. W 1996 zaangażowała się w działalność polityczną w ramach Obywatelskiej Partii Demokratycznej, w 2002 z jej ramienia została członkinią niższej izby czeskiego parlamentu. Od 2003 pełniła funkcję obserwatora w Parlamencie Europejskim, od maja do lipca 2004 sprawowała mandat eurodeputowanej V kadencji w ramach delegacji krajowej. W 2006 ponownie wybrana do Izby Poselskiej, zasiadała w niej do 2010. Również od 2006 była radną dzielnicy Praga 12.